# 된장찌개

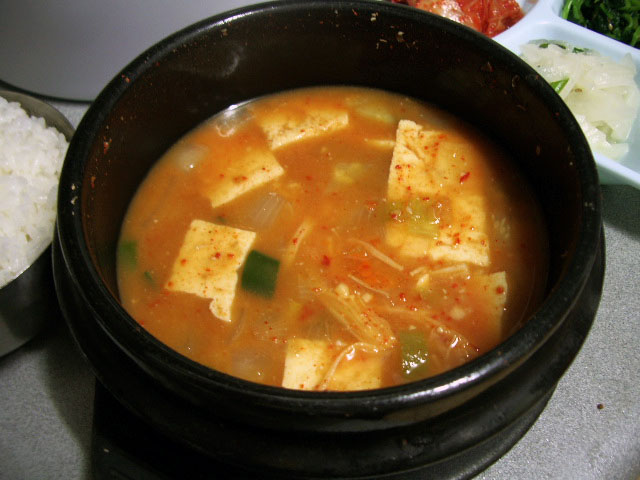
뚝배기에 담긴 된장찌개

된장찌개(영어: doenjang-jjigae, soybean paste stew)는 끓는 육수에 된장을 풀고 육류나 어패류, 채소, 두부, 버섯 등을 비롯한 각종 재료를 넣어 끓인 찌개의 한 종류이다. 된장국과도 비슷하며, 육류와 어패류를 된장찌개에 함께 넣는 경우도 있다. 계절에 따라 다른 재료를 곁들이기도 한다. 토장찌개라고도 한다.

## 역사

### 된장의 역사
장에  대한 기록은 기원전 3세기에 쓰인 중국의 '주례'라는 문헌에 고기로 만든 육장에 대해 기록된 것이 처음이라고 한다. 그러나 콩으로 만드는 두 장은 우리 조상들이 처음 만들었다고 보는 견해가 많다. 콩의 원산지가 옛날의 고구려 땅이었던 만주라는 점이 그 증거가 되고 있다. 진수의 정사 삼국지 중 위지동이전에서 동이족, 즉 고구려인이 ‘장 담그는 솜씨가 훌륭하다’, ‘발해의 명물은 책성이 생산되는 된장이다’라고 했다는 기록이 있다. 이 기록을 통해 고구려 시대에 된장이 존재했었고, 진수의 삼국지가 290년경에 나왔으므로 그때보다 전인 시대부터 먹었음을 알 수 있다.
삼국사기에는 신라 신문왕 3년(683년)에 왕이 왕비를 맞이하면서 폐백품목 중에 된장이 포함되어 있었다고 기록되어 있다. 된장의 ‘된’ 은 물기가 적고 점도가 높다는 뜻인데, 초기의 된장은 간장이 분리되지 않아 걸쭉했으며 지금처럼 간장과 된장이 따로 만들어지기 시작한 것은 조선시대부터 시작했을 가능성이 크다. 조선시대에 기록된 증보산림경제의 장제 풍조는 장을 담그는 방법을 상세하게 제시하고 있으면 첫머리에는 ‘집안의 장맛이 좋지 아니하면 좋은 채소와 고기가 있어도 좋은 음식을 만들 수 없다’라고 적혀 있어 조선시대에는 된장이 단백질의 주된 공급원이었음을 알 수 있다.

### 찌개의 역사
찌개에 해당하는 옛말은 '조치'로, 보통은 간을 새우젓으로 쓰는 맑은 국물을 뜻했던 말이다. 조치는 19세기 말엽 조선 말기에 쓰인 시의 전서에 나타나고 있는데 조치를 끓이려면 생선이나 새우젓과 같이 맛을 내는 것들이 필요하고 과정도 복잡해서 서민적인 음식은 아니었고, 지금의 찌개에 비해 더 맑았을 것이다.
현재의 된장찌개의 원형이라 할 수 있는 것은 아욱갱인데, 이는 18세기 영조 때에 발행된 증보산림경제를 통해 알 수 있다. 증보산림경제에는 '아 묵에마른 새우를 넣고 장에 끓인다'고 간략하게 기술하고 있는데, 여기서 '갱'이란 '탕'과 대비되는 것이며 '탕'은 요즘의 국으로, '갱'은 찌개로 환치할 수 있다. 또한, 찌개가 조치가 아닌 찌개로 불리기 시작한 시기는 대략 19세기에 서울을 중심으로 서민들의 밥상에 올린 뚝배기에 끓인 음식이 일반화되었을 가능성이 높다.

## 재료
된장찌개의 주재료는 된장, 국물용 멸치, 물, 고춧가루, 쇠고기, 두부, 배추, 무, 청양고추, 애호박과 팽이버섯이지만 개인의 기호나 계절에 따라 변화를 주기도 한다. 예를 들어 여름이면 풋고추, 가을이면 버섯류, 겨울이면 시래기 등을 넣어 끓이기도 한다. 시래기나 무 등을 넣고 끓일 때는 약한 불에서 오래 끓이는 것이 좋고, 버섯이나 두부를 넣을 경우에는 그보다 센 불에서 끓이는 것이 좋다.

## 과정
된장찌개를 만드는 과정은 개인에 따라 순서나 재료에 차이가 있지만, 대부분 아래와 비슷한 과정을 따른다. 먼저, 뚝배기에 물을 넣은 후 멸치와 무를 넣고 국물을 우려낸다. 국물이 충분히 우러나 맛국물이 만들어지면 된장을 풀고 다시 끓인다. 된장이 끓고 있는 동안 된장에 들어갈 재료를 썬다. 재료는 개인에 따라 다르지만, 일반적으로 감자, 파, 배추, 청양 고추, 애호박, 버섯, 두부, 쇠고기가 들어간다. 된장국이 충분히 끓으면 미리 썰어놓은 재료를 넣고 다시 끓인다. 이 때, 두부는 넣지 않는데, 그 이유는 두부는 쉽게 물러지기 때문이다. 두부는 완성되기 직전에 넣고 짧게 끓여준다.

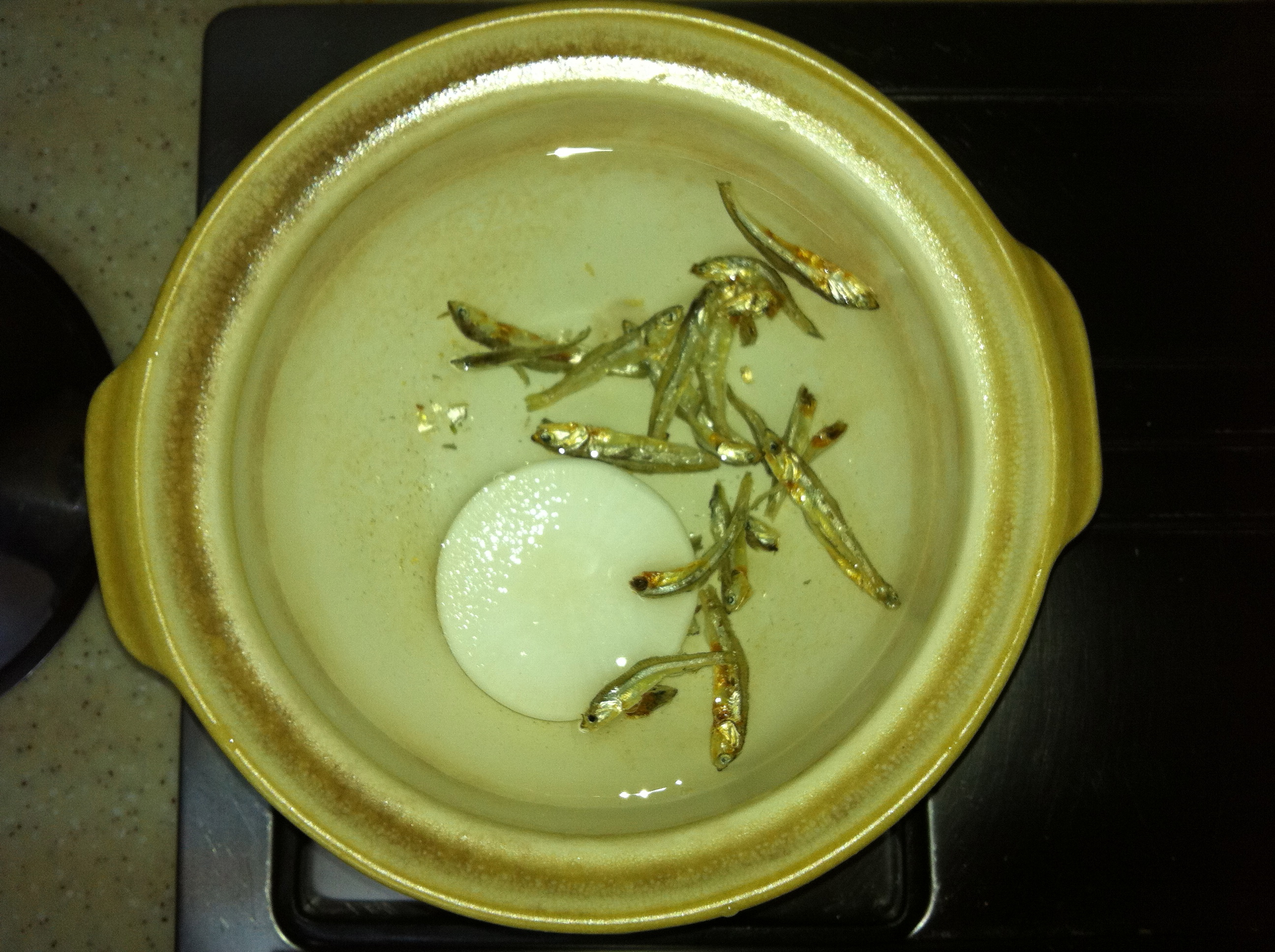
멸치 무 맛국물
된장을 푼 맛국물
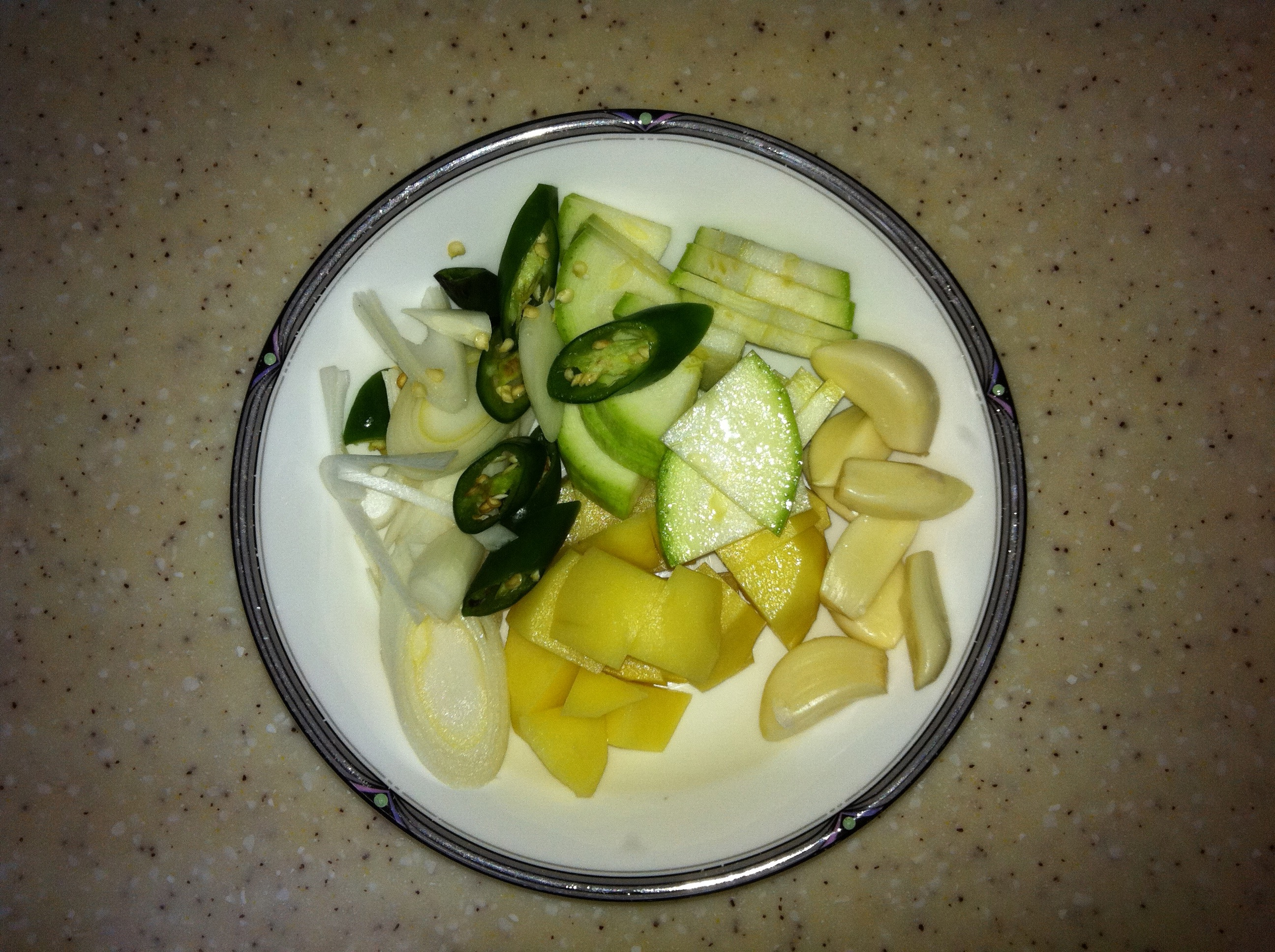
된장찌개에 들어가는 재료
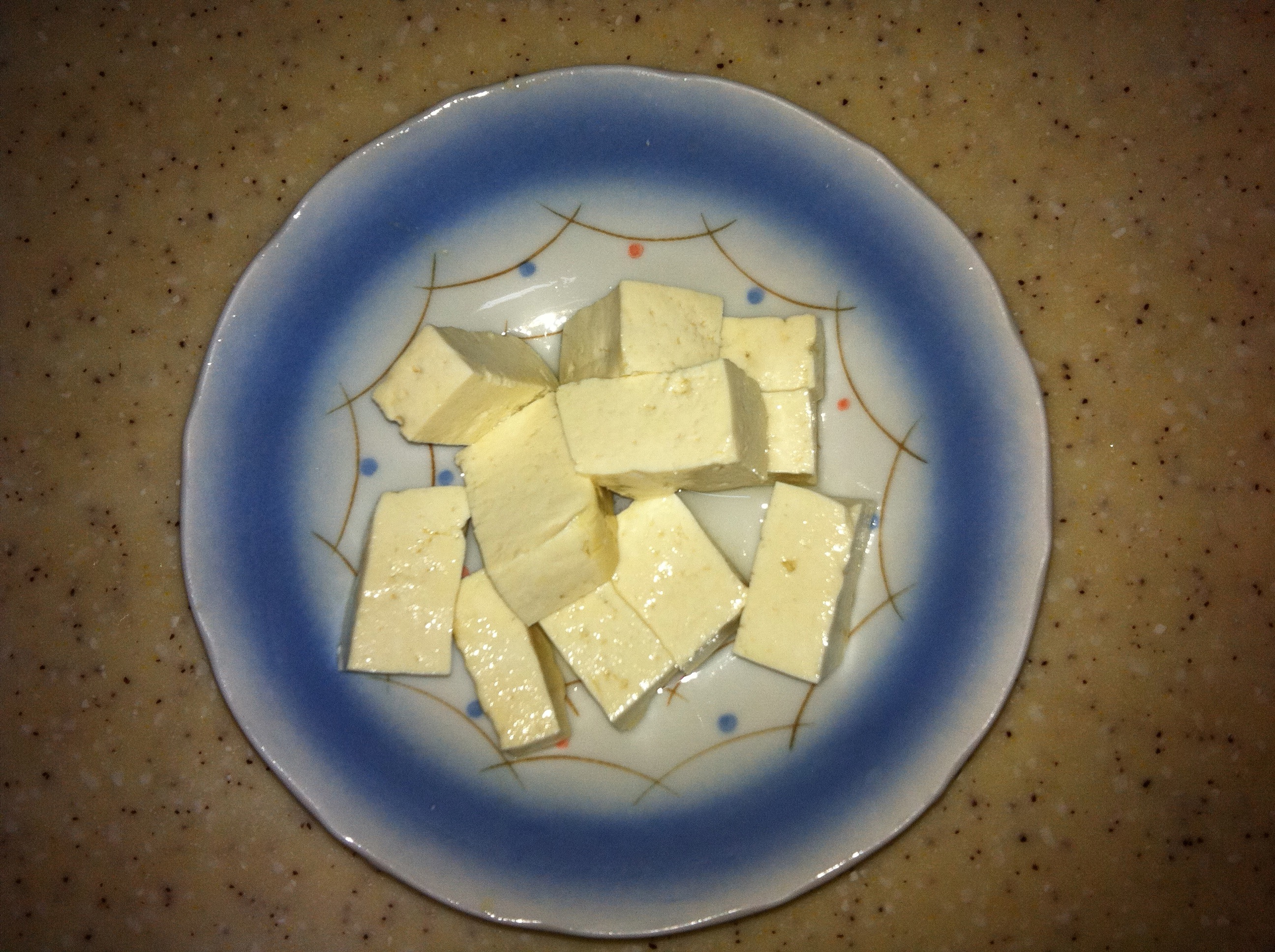
된장찌개에 들어갈 두부
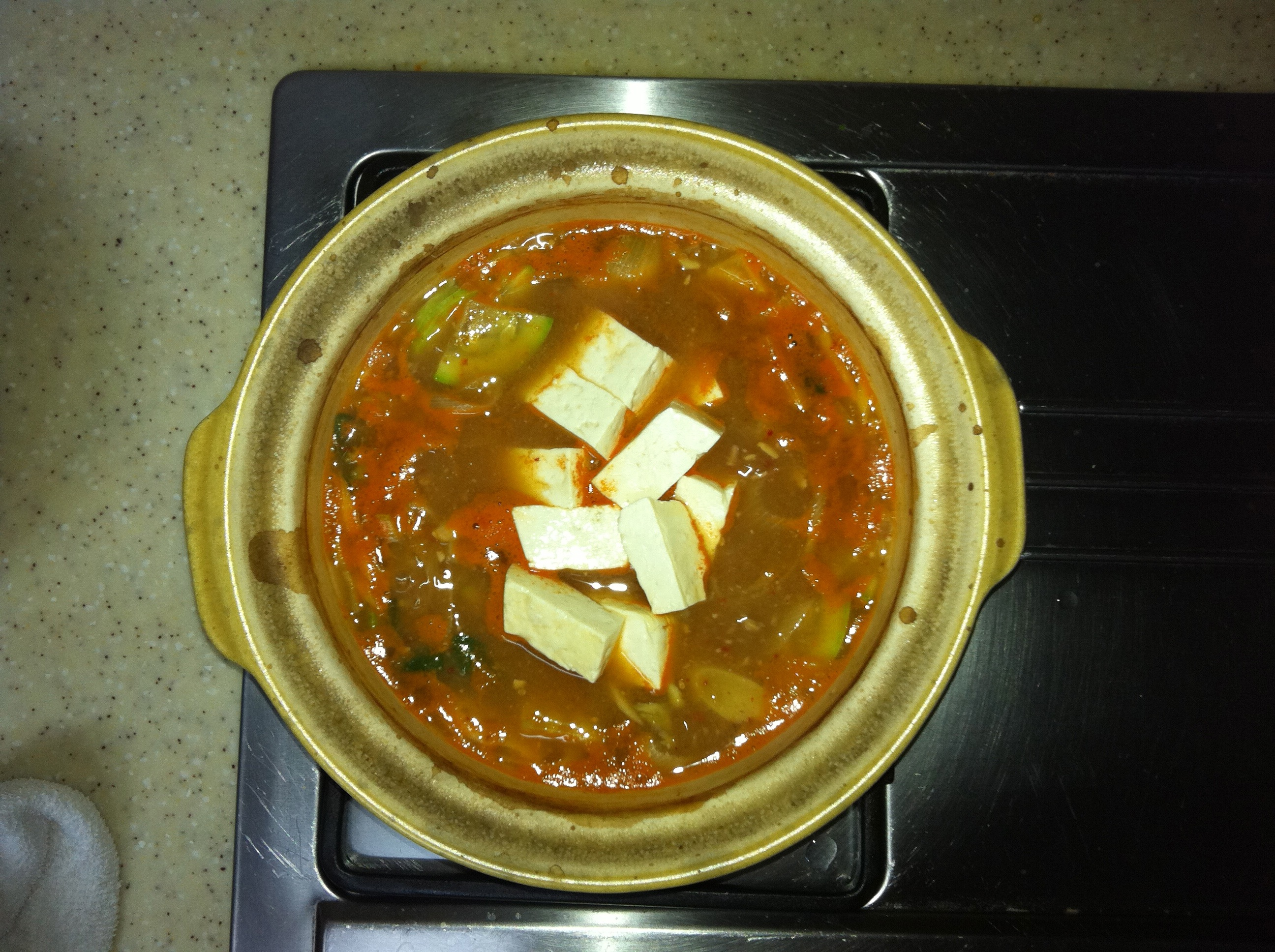
된장찌개의 완성된 모습

## 종류
- 강된장찌개 - 강된장찌개는 순수하게 된장의 맛을 강조한 것으로 삼삼하고 맛이 좋은 된장으로 만들어야 하며, 작은 뚝배기에 끓여 그대로 상에 놓으면 좋다. 곱게 다진 쇠고기와 파·마늘 다진 것, 참기름, 잘 갠 맛있는 된장을 함께 골고루 무쳐서 속뜨물을 붓고 뚝배기에 담아 밥솥에서 찐 다음에 약한 불에 올려놓고 풋고추를 잘게 썰어 넣고 잠시 끓인다.[5]

- 절미된장찌개 - 절미된장찌개는 절미된장(절메주를 담아 진간장을 빼고 여러 해 두어 된장독 밑바닥과 가장자리에 눌은 밥처럼 눌어붙은 된장)을 긁어 체에 밭여 끓인 것이다. 식품의 절약의 모습을 보여준다. 특히 제주도지방에서는 표고 꽁지를 모아 두었다가 상어 뼈를 같이 넣고 된장을 풀어 간을 맞추어 끓여 먹는다.[6]

강된장찌개와 절미된장찌개 이외에도 된장찌개에 들어가는 재료를 달리 하여 만든 조개된장찌개, 감자된장찌개, 달래된장찌개, 애호박된장찌개, 미역무된장찌개, 동태미나리된장찌개 등이 있다.

## 효능
| 성분           | 효능 |
| -------------- | --- |
| 키토 올리고당  | 암세포의 증식을 억제시켜 항암 효과가 있다.                                                              |
| 이소플라본     | 에스트로겐의 일부이며 뼈가 다시 흡수되는 것을 방지하고 뼈를 다시 만드는 역할을 해, 골다공증을 예방한다. |
| 프로바이오틱스 | 대장 내 유익균의 번식을 촉진하여 장운동을 촉진하고 변비를 예방하며 몸에 남아있는 독소를 제거한다.       |
| 유리리놀레산   | 멜라닌 색소 합성을 억제해 기미와 주근깨를 없애준다.                                                     |
| 비타민 B,E     | 피부 노화를 방지한다.                                                                                   |

## 같이 보기
- 김치찌개
- 순두부찌개
- 부대찌개